# Monica Anisie
Monica Cristina Anisie, née le 19 juillet 1973, est une femme politique, ministre roumaine de l'Éducation de 2019 à 2020.

## Biographie
Après avoir été enseignante, conseillère présidentielle pour la politique éducative de Traian Băsescu de 2012 à 2016 et secrétaire d'État auprès du gouvernement Cioloș, en novembre 2019 elle devient ministre de l'Éducation dans le gouvernement Orban.